# Jean-Joseph Sue (1710-1792)
Pour les articles homonymes, voir Sue et Jean-Joseph Sue.
Jean-Joseph Sue, dit Sue de la Charité (parfois dit primus pour le distinguer de son fils), né le 20 avril 1710 à La Colle-sur-Loup (Provence) et mort le 8 décembre 1792 à Paris, est l'un des anatomistes français les plus célèbres du XVIIIe siècle.

## Biographie
Son père Pierre Jean Sue (1670-1714), marchand, se marie le 1er décembre 1691 à Marguerite Bellissime.
Il est le père du chirurgien Jean-Joseph Sue fils (1760-1830), qui est lui aussi chirurgien et professeur d'anatomie, et le grand-père de l'écrivain Eugène Sue (1804-1867).
Auteur d'un Abrégé de l’anatomie du corps de l’homme (1748) qui a un tel succès qu'il publie deux ans plus tard un nouveau traité classique sur la dissection Anthropotomie ou l'Art de disséquer (1750, réédité en 1765), Sue était professeur au Collège royal de chirurgie et à l'École royale de peinture et de sculpture jusqu'en 1792, où il fut remplacé par son fils. 
Il publia plus de deux cents planches d'anatomie et de nombreux traités de chirurgie et d'anatomie, notamment un Traité d'Ostéologie (1759).
Il possède le cabinet anatomique le plus important de la capitale, où il conserve le cerveau de Mirabeau.
Chirurgien-major de l'hôpital de la Charité de la rue des Saints-Pères, il habite à Paris l'hôtel de Sourdis, au 1 rue des Fossés-Saint-Germain-l'Auxerrois (actuellement l'angle de la rue Perrault et de la rue de l'Arbre-Sec), à proximité de son collègue le docteur Jean-Baptiste Dumangin, médecin chef de l'hôpital de la Charité qui habite cul-de sac Sourdis no  1, à l'angle de la rue des Fossés-Saint-Germain-l'Auxerrois.
Il meurt à l'âge de 82 ans et est inhumé à Saint-Germain l'Auxerrois.

## Publications

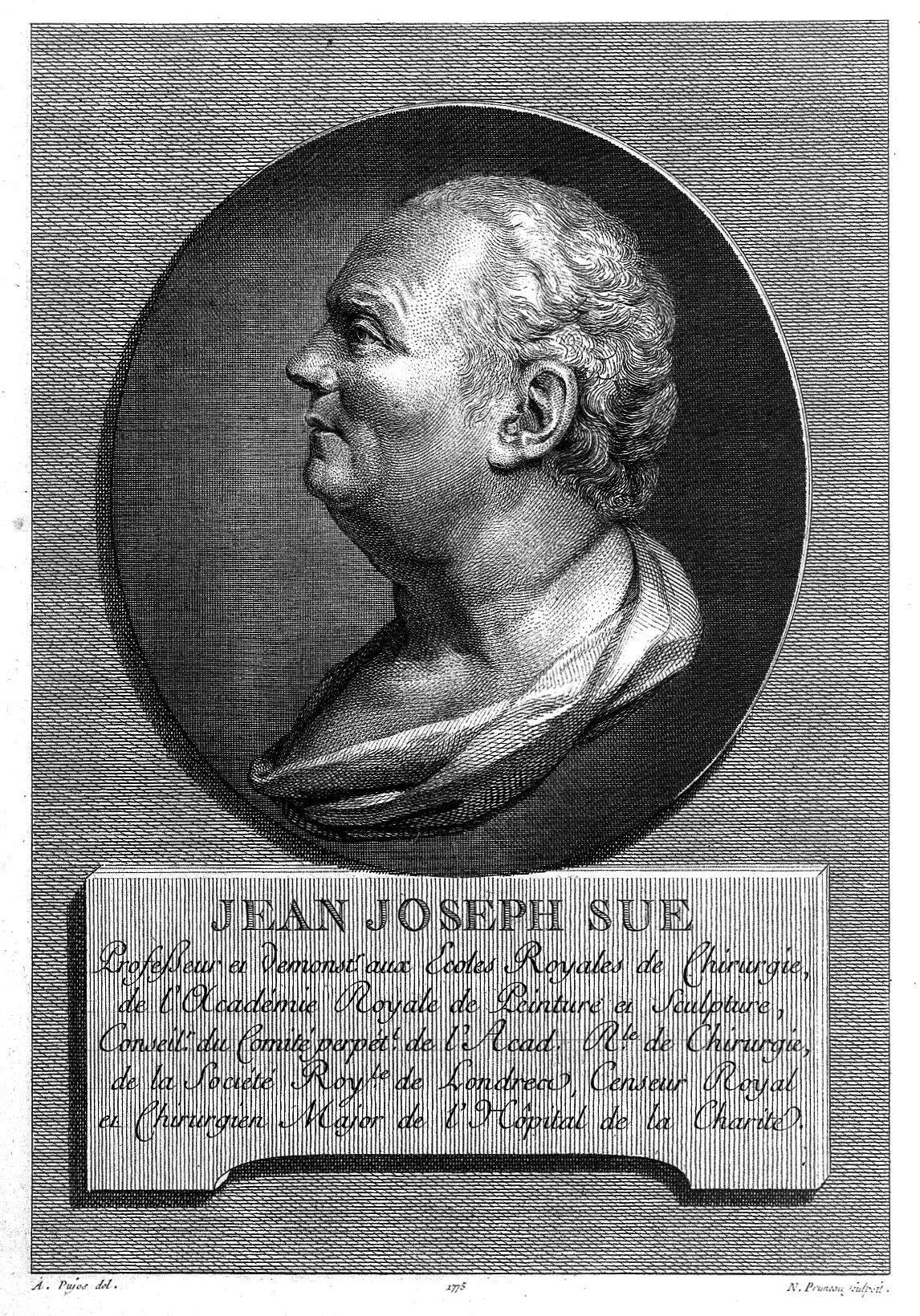
Gravure de Noël Pruneau, en 1775.

- Positiones anatomicae et chirurgicae, 1751.
- Abrégé de l'anatomie du corps de l'homme, 1748.
- Abrégé de la myologie du corps humain, 1748.
- Petit abrégé de myologie, 1752.
- Petit abrégé d'ostéologie, 1752.
- Traité des bandages et des appareils (1746), 2e éd. 1761.
- Anthropotomie, ou L'art d'injecter, de disséquer, d'embaumer et de conserver les parties du corps humain (1750), 2e éd. 1765.